# Pius X-kerk (Deurne)

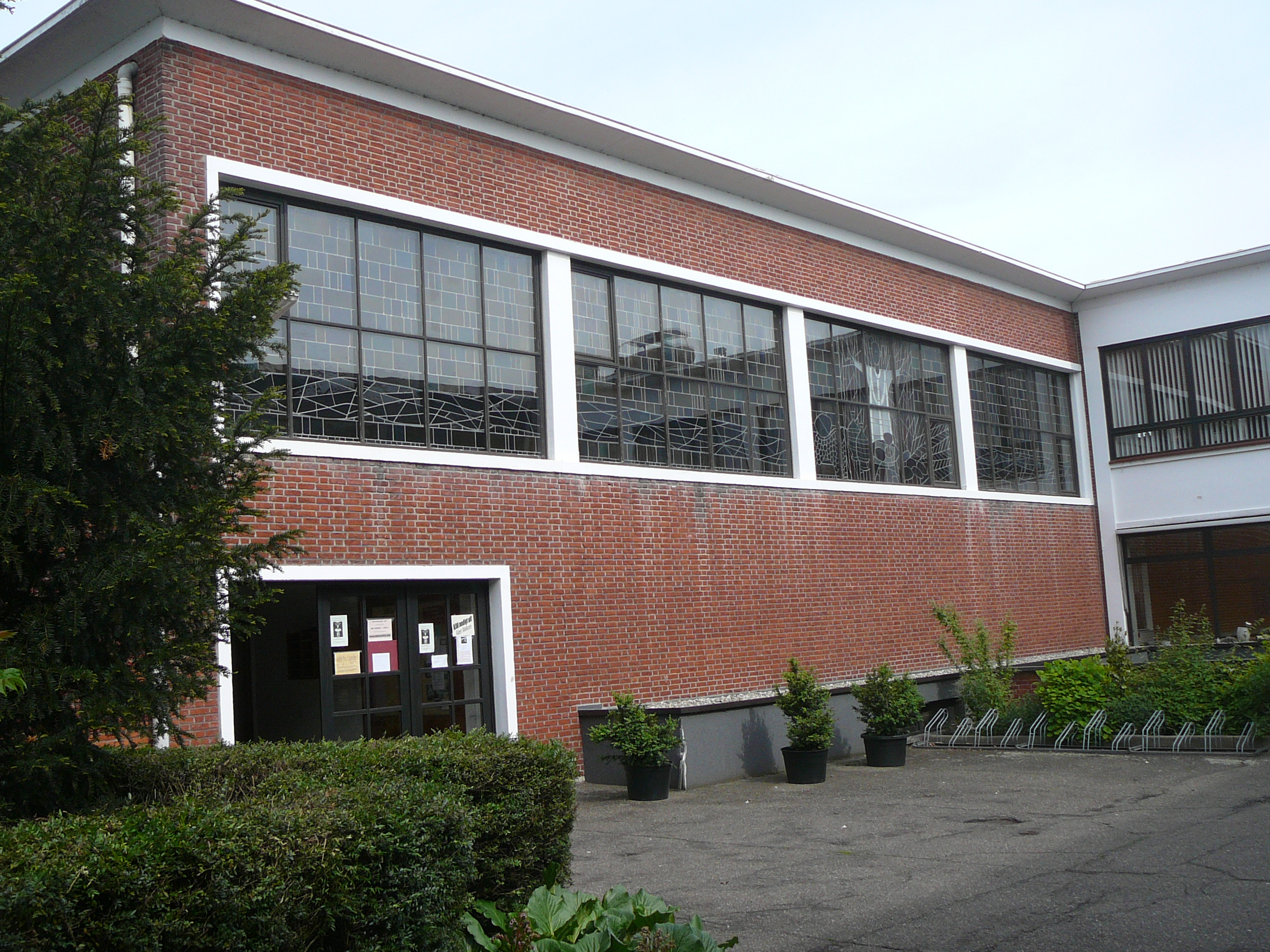
Buitenaanzicht van het gebouw

De Pius X-kerk is een kerkgebouw in de tot de gemeente Antwerpen behorende plaats Deurne, gelegen aan de Corneel Franckstraat 25.

## Geschiedenis
In 1955 werd een hulpparochie opgericht van de Sint-Rochusparochie voor de wijk Silsburg. In 1959 werd deze tot zelfstandige parochie verheven.
De kerkdiensten werden oorspronkelijk in een zaal van de nabijgelegen brouwerij De Preter gehouden. In 1962 kwam er een eigen kerkgebouw. Het betreft een sober bakstenen bouwwerk met plat dak en rechthoekige vormen.
Op Kerstdag, 25 december 2023 werd de laatste misviering in deze kerk gehouden. Het proces om de 4 parochies van Deurne-Zuid samen te voegen tot 1 nieuwe grote parochie Sint Rochus is lopende.
Het gebouw werd in 2025 in langdurige erfpacht overgenomen door On Stage.